# Сталбская волость
Ста́лбская во́лость (латыш. Stalbes pagasts; устар. Столбинская волость) — административно-территориальная единица, занимающая центральную и северную часть Паргауйского края Латвии. Граничит с Райскумской и Страупской волостями своего края, Лимбажской и Умургской волостями Лимбажского края, а также Дикльской, Коценской и Вайдавской волостями Коценского края. Административным центром волости является село Сталбе.

## География
Территория волости занимает 15 919 га, располагаясь на Лимбажской волнистой равнине и Аугстрозском всхолмлении Идумейской возвышенности. Высшая точка — холм Кунню (116,2 м).
Озёра: Аришкална, Дзелвите, Миркшис, Петериша, Пуллес, Руцкас, Слеяс и Вергю.

## История
В 1935 году площадь волости равнялась 45,9 км², а население составляло 636 человек (306 мужчин и 330 женщин).
В 2009 году, при расформировании Цесисского района, волость вошла в состав Паргауйского края.